# 森野和馬
森野 和馬（もりの かずま、1966年 - ）は、日本の映像作家、アニメーター。静岡県出身。
主に、NHKの音楽番組「みんなのうた」などのアニメーションを制作している。

## 作成作品一覧

### みんなのうた
- ◆は5分間1曲枠の楽曲。
- 1.泣き虫ピエロ / 斉藤陽子（2013年2月・3月放送）
- 2.DOOR / OKAMOTO'S（2018年12月・2019年1月放送）
- 3.足跡 / Little Glee Monster（2020年8月・9月放送）